# Ross Ulbricht
Ross William Ulbricht (* 27. března 1984) je bývalý administrátor darknet marketu. Byl usvědčen z vytvoření a spravování darknet marketu Silk Road, za což byl odsouzen na doživotí bez možnosti propuštění. Byl znám pod pseudonymem „Dread Pirate Roberts“, podle románu The Princess Bride (1973).
V únoru 2015 byl usvědčený z praní špinavých peněz, počítačového hackerství, obchodování s falešnými identifikačními dokumenty a obchod s drogami. Od roku 2015 je ve vězení odsouzen na doživotí bez možnosti propuštění.
Jeho odvolání dne 31. května 2017 soud zamítl.  Dne 22. ledna 2025 byl omilostněn prezidentem Donaldem Trumpem.

## Život
Ross vyrostl v Austinu. Chodil do skautu. V roce 2002 vystudoval střední školu.
Studoval na texaské univerzitě v Dallasu s plným stipendiem a v roce 2006 získal bakalářský titul z fyziky. Poté začal studovat na Pensylvánské universitě, kde studoval krystalografii. O studium však ztratil zájem a raději se věnoval libertariánské ekonomické teorii. Začal studovat politickou filosofii Ludwiga von Misese.
Školu nakonec v roce 2009 dokončil a vrátil se zpět do Austinu. Chtěl se stát podnikatelem, protože ho normální zaměstnání neuspokojovala, avšak jeho první pokusy o podnikání neuspěly, jedním z jeho neúspěšných projektů byl on-line prodej použitých knih. Tato společnost se jmenovala Good Wagon Books. Kvůli rozchodu se svou přítelkyní a neúspěchy v podnikání byl velmi zklamán svým životem.

## Silk Road incident
V roce 2009 začal Ross uvažovat o vytvoření on-line černého trhu, který by využíval Tor a jako platidlo bitcoin, aby se vyhnul právním sporům. Inspiraci získal v díle Samuela Ewarda Konkina III. Alongside Night. Vzhledem k tomu, že se server nacházel v síti Toru, byl Ross schopný ukrývat pravou IP adresu tržiště, a tak nebylo možné stránku snadno uzavřít. Bitcoin tvoří s kombinací Toru těžko dohledatelné platidlo.
Ross začal pracovat na Silk Road už v roce 2010, kdy ještě pracoval na projektu Good Wagon Books. Vše si pečlivě zapisoval do svého diáře. Ross nejspíš na Silk Road odkazoval ještě než vznikl a to na svém LinkedIn profilu.[zdroj?]
Spojení pseudonymu Dread Pirate Roberts použil Gary Alford, pracující pro DEA. V říjnu 2013 byl Ulbricht zatčený a obžalovaný FBI, že byl hlavním mozkem Silk Road.
Ulbricht byl obviněný z praní špinavých peněz, počítačového hackerství, obchodu s drogami a objednání vraždy. Obvinění z objednání vraždy bylo nakonec staženo. Ross byl usvědčený ze všech zbylých bodů obžaloby v únoru roku 2015. Byl odsouzený na doživotí 29. května 2015.

### Průběh zatčení
Ross obvykle pracoval na Silk Road připojený na internet v kavárně. V ten den však bylo v kavárně plno, a tak se rozhodl přesunout do sanfranciské knihovny. Když se přihlásil do svého zašifrovaného notebooku a do administračního rozhraní Silk Road, začali se hádat dva agenti, kteří předstírali, že jsou mladý zamilovaný pár. Ross se ohlédl, když se otočil zpět, jeho notebook držel agent Chris Tarbell.

### Kontroverze odsouzení
Odsouzení Rosse Ulbrichta vyvolalo jisté kontroverze a vícero osobností veřejně vystoupilo na jeho podporu. Například filosof Noam Chomsky případ označil za "šokující selhání justice". Argumentuje se hlavně tím, že doživotní trest za prokázané pouze nenásilné trestné činy je příliš tvrdý, též s poukazem na bezproblémový předchozí život a údajnou mírnou povahu. Je tedy vnímán jistou měrou jako politický vězeň. Americký novinář John Stossel takový názor vyjádřil slovy: "Žádný Američan se netěší většímu bezpečí proto, že je Ross Ulbricht ve vězení. Je jen další obětí naší marné války proti drogám." Vznikl webový portál Free Ross Ulbricht, žádající pro Ulbrichta prezidentskou milost prostřednictvím peticí a podpory známých osobností a organizací.

## Vyjádření na LinkedIn profilu
"Now, my goals have shifted. I want to use economic theory as a means to abolish the use of coercion and agression amongst mankind. Just as slavery has been abolished most everywhere, I believe violence, coercion and all forms of force by one person over another can come to an end. The most widespread and systemic use of force is amongst institutions and governments, so this is my current point of effort. The best way to change a government is to change the minds of the governed, however. To that end, I am creating an economic simulation to give people a first-hand experience of what it would be like to live in a world without the systemic use of force."